# 무정부 상태
무정부 상태(無政府狀態, Anarchy)는 정부가 없는 탓에 국가의 사회 질서가 유지되지 않는 상태를 말한다. 주로 혁명이나 내전, 전쟁 등에 의해 기존 체제의 정부가 붕괴되고 새로운 체제의 정부가 수립되지 않는 경우에 많이 발생하며 기존 정부가 지배하던 지역 전체에 걸쳐서 무정부 상태가 발생하면 기존 정부의 지배가 미치지 않은 일부 지역에서만 무정부 상태에 빠지기도 한다.
대표적인 예로 17세기 잉글랜드 내전 당시의 잉글랜드 왕국, 18세기 프랑스 혁명 당시의 프랑스, 1930년대 스페인 내전 당시의 스페인, 1945년부터 1948년 사이의 한반도, 1991년(소말리아 내전) 이후의 소말리아(소말릴란드 제외), 2011년 3월 이후의 시리아(시리아 내전), 이라크(이라크 내전), 예멘(예멘 내전), 2021년 이후의 아이티 등이 있다.

## 같이 보기
- 아나키즘